# Cold Prey – Eiskalter Tod

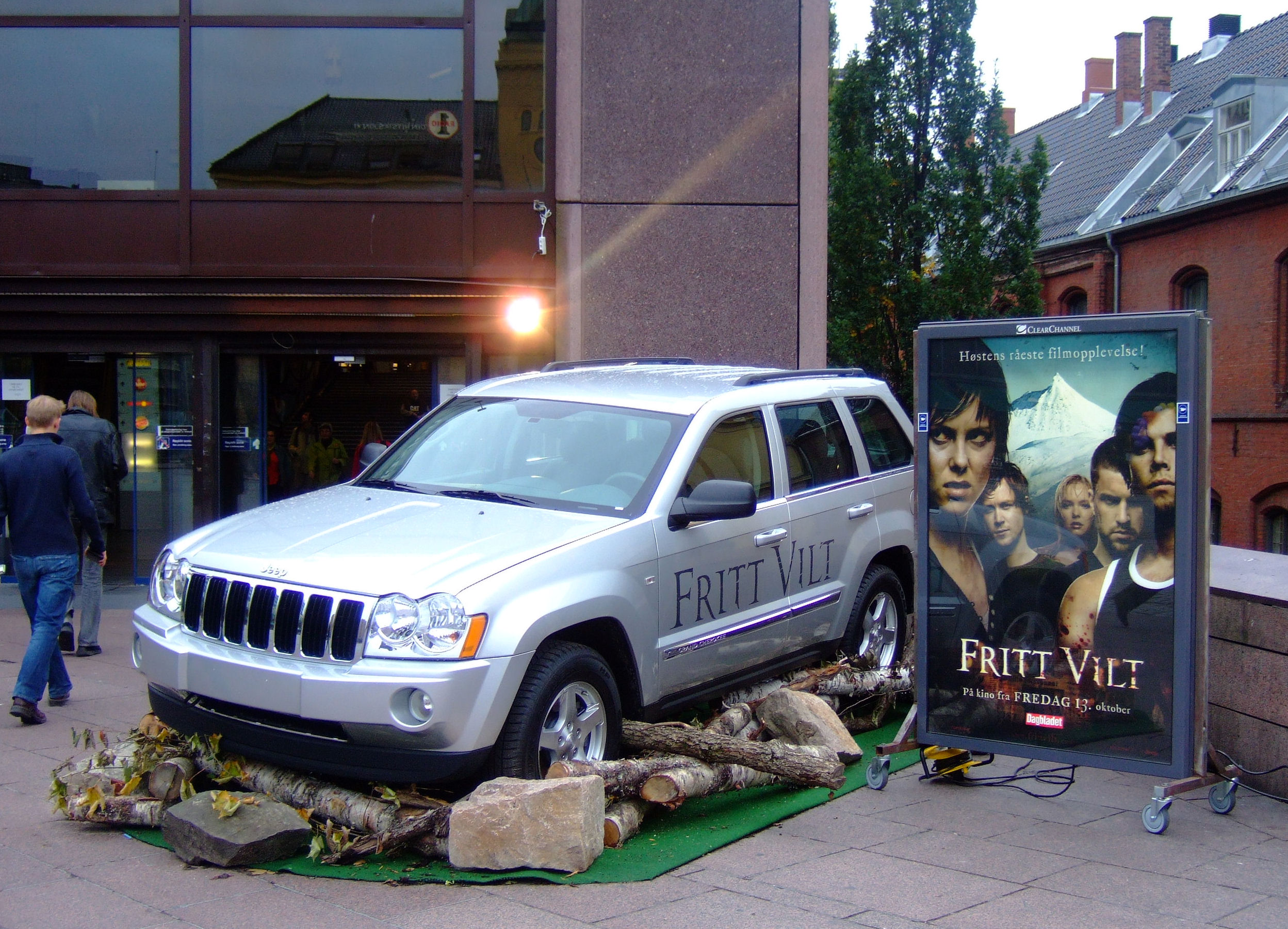
Auf Werbetour zum Film unterwegs, im Herbst 2006 in Oslo.

Cold Prey – Eiskalter Tod (Originaltitel: Fritt Vilt) ist ein norwegischer Horrorfilm aus dem Jahr 2006. Kinostart war der 13. Oktober 2006. Im Jahr 2008 erschien die Fortsetzung mit dem Titel Cold Prey 2 Resurrection – Kälter als der Tod (Fritt vilt II). Der dritte Teil, Cold Prey III – The Beginning (Fritt Vilt III, auch als Kurzform FV III genannt) kam 2010 in die norwegischen Kinos und schloss – als Prequel zu den beiden anderen Filmen – die Trilogie ab.

## Handlung
Fünf junge Snowboarder fahren, abseits der Touristenpfade, in die Berge von Jotunheimen. Doch der Spaß endet abrupt, als sich Morten Tobias bei einem Unfall das Bein bricht. Seine Freunde entdecken in der Nähe ein verlassenes Hotel, in dem sie den Verletzten behandeln. Da ihr Auto zu weit entfernt ist, beschließen sie, die Nacht dort zu verbringen. Eirik aktiviert den Generator im Keller und sorgt damit für Licht. Ansonsten deutet allerdings nichts darauf hin, dass vor kurzem noch Menschen in dem Gebäude waren. Der Verdacht erhärtet sich, als Jannicke das Gästebuch durchblättert. Der letzte Eintrag stammt aus dem Jahr 1975 und der Text verwirrt die jungen Gäste: „Wir hoffen, dass ihr Sohn bald gefunden wird.“ Dazu gibt es ein Foto der dreiköpfigen Familie Brath.
In der Nacht versucht Mikal, mit seiner Freundin Ingunn intim zu werden, was diese jedoch ablehnt. Frustriert setzt sich Mikal an die Theke und konsumiert Alkohol. Währenddessen dringt ein unbekannter Mann in Ingunns Zimmer ein und tötet sie mit einem Eispickel. Die anderen ahnen noch nichts von dieser grausamen Tat, als Eirik am Morgen das Hotel verlässt, um Hilfe zu holen. Er kommt jedoch nicht weit, weil er Blutspuren findet, die ihn zu der im Schnee abgelegten Leiche von Ingunn führen. Der sich unweit davon versteckende Mörder schlägt ihn hinterrücks nieder. Mikal bereut inzwischen seinen Streit mit Ingunn und will ihr das Frühstück ins Zimmer bringen, doch sie antwortet nicht. Einige Zeit später schaut Jannicke noch einmal nach ihr und entdeckt eine Blutlache in dem Zimmer. Die jungen Leute geraten in Panik, nicht zuletzt auf Grund der Tatsache, dass sie in einem Raum neben dem Generator mehrere moderne Skiausrüstungen, Schlüssel, Schmuck sowie Presseberichte über den verschwundenen Jungen der Familie Brath und das Hotel finden.
Auf der Flucht vor dem Mörder verschanzen sich Jannicke, Mikal und Morten in einem der Hotelzimmer. Doch der Mörder droht die Tür einzuschlagen, weshalb Mikal durch das Fenster flieht. Draußen bleibt Mikal in einer Tierfalle hängen, woraufhin ihm der Mörder das Genick bricht. Jannicke und Morten beobachten entsetzt den Mord vom Fenster aus. Danach verstecken sie sich in einer Vorratskammer. Trotz Mortens Protesten geht Jannicke kurz vor die Tür, um Schlitten und Ski aus einem Schuppen zu holen. Stattdessen kommt sie mit einem Gewehr zurück, das genau eine Patrone enthält. In dem Raum neben dem Generator entdecken sie zu ihrer Überraschung Eirik, der zwar noch lebt, sich aber nicht fortbewegen kann. Jannicke beschließt, den Mörder in die Falle zu locken und zu erschießen. Es gelingt ihnen, den Mörder in den Raum zu locken und die Tür zu verbarrikadieren. Doch Eirik ist auch noch in dem Raum. Als beide die Tür öffnen, um den Mörder zu erschießen, hält dieser jedoch Eirik vor sich. Morten kann das Gewehr noch zur Seite schlagen, so dass der Schuss daneben geht. Sogleich schlägt der Unbekannte Eirik einen Eispickel in den Rücken. Daraufhin verabschiedet sich Morten von der schockierten Jannicke und drängt sie, aus dem Keller zu flüchten. Beim anschließenden Kampf mit dem Mörder fällt Morten ihm wehrlos zum Opfer. Auch Jannicke wird noch bei dem Versuch, mit Skiern zu flüchten vom Mörder, der plötzlich aus der Dunkelheit erscheint, niedergeschlagen.
Jannicke erwacht am nächsten Morgen und merkt, dass sie sich mit den Leichen auf einem Schlitten befindet, den der Mörder zu einer Gletscherspalte hinter sich her zieht. Sie findet ein kleines Cuttermesser in der Tasche Mortens, welches dieser zuvor im Keller des Hotels an sich genommen hatte, stellt sich jedoch sogleich wieder tot, bis die letzte Leiche ihrer vier Freunde in die Spalte geworfen wurden. Als der Täter sich anschickt, sie zu ergreifen, gelingt es ihr, ihn mit dem Messer zu verletzen. In einem anschließenden Kampf kann sie ihn auch mit der unweit liegenden Spitzhacke tödlich verletzen und schließlich selbst den Abhang hinabstoßen. Als sie in die Tiefe hinabsieht, werden für den Zuschauer die Hintergründe der Geschichte klar. Bei dem Mörder handelt es sich um den vermissten Jungen, der von seinen eigenen Eltern in die Tiefe gestoßen wurde, jedoch überlebt hat und sich in der Folge aufgrund seiner seelischen Verletzungen an den Menschen, die in dem Hotel vorbeikamen, gerächt hat.

## Kritiken
„Das altbekannte Konzept […] wird dabei weniger blutspritzend umgesetzt als in den letzten amerikanischen Beiträgen zum Genre. Die Betonung hier liegt mehr auf Suspense, Thrill und Atmosphäre. Und damit ist dieser norwegische Beitrag, der außerdem mit einer gut aufspielenden jungen Besetzung punktet, eine erfreuliche Abwechslung.“

The basic story structure is the same as you’ll find in 500 different slasher flicks, but just like a familiar meal always tastes good when you toss a few new spices into the mix, Cold Prey benefits from an exotic locale, a handful of unexpectedly well-drawn characters, and a very stylish directorial style.

„Die Grundgeschichte ist dieselbe, wie man sie in 500 verschiedenen Slasher-Filmen findet, aber genauso wie ein bekanntes Gericht immer gut schmeckt, wenn man ein paar neue Gewürze hinzugibt, profitiert Cold Prey von einem exotischen Handlungsort, einer Handvoll unerwartet gut gezeichneter Charaktere und einem sehr stilvollen Regiestil.“

„Cold Prey – Eiskalter Tod ist ein spannender, kompromissloser Slasher mit atemberaubenden Naturaufnahmen, der die Konventionen des Genres befolgt und das Beste daraus macht.“

## Produktion
Die gesamten Aufnahmen wurden im Jotunheimen-Gebirge, dem Handlungsort des Filmes, gedreht. Als Kulisse des abgelegenen Berghotels, das im Film zu sehen ist, diente die Leirvassbu Fjellstue, welche in der Nähe des Ortes Lom (in der Provinz Oppland) liegt. Die rund 20 Tonnen schwere Ausrüstung des Filmteams musste mit Helikoptern zu dem, in 2.000 m Höhe gelegenen, Drehort transportiert werden.

## Erfolg
Obwohl als Low-Budget-Produktion konzipiert, avancierte Cold Prey zu einem der erfolgreichsten norwegischen Filme aller Zeiten. Trotz überschaubarer Werbeausgaben wurden am Veröffentlichungswochenende über 55.000 Kinotickets eingelöst. Zum damaligen Zeitpunkt handelte es sich somit um den vierterfolgreichsten Kinostart eines norwegischen Filmes überhaupt und um den erfolgreichsten des Jahres. Insgesamt sahen über 260.000 Menschen Cold Prey in den norwegischen Kinos.

## Soundtrack
Der Filmsoundtrack beinhaltet Titel norwegischer Schlagersängerinnen wie Kirsti Sparboe und Wencke Myhre ebenso wie Stücke der Rockbands BigBang und Turbonegro. Ferner steuerte die norwegische Gruppe Bloodlights das Lied One Eye Open bei, zu dem auch ein Musikvideo mit Szenen aus dem Film vermarktet wurde.